# (33153) 1998 DH15
1998 DH15 (asteroide 33153) é um asteroide da cintura principal. Possui uma excentricidade de 0.08092530 e uma inclinação de 2.00386º.
Este asteroide foi descoberto no dia 22 de fevereiro de 1998 por NEAT em Haleakala.